# Lierneux
Lierneux (wa. Lierneu) – miejscowość i gmina (commune) w Belgii, w Regionie Walońskim, w prowincji Liège, w okręgu Verviers. 1 stycznia 2024 roku liczyła 3644 mieszkańców.

## Podział administracyjny
W skład gminy wchodzą dwie dzielnice (section):
- Arbrefontaine
- Bra

## Współpraca
Miejscowość partnerska:
- Val-de-Meuse, Francja